# Semiothisa fontainei
Semiothisa fontainei là một loài bướm đêm trong họ Geometridae.